# Геология Багратионовского района
Геология Багратионовского района характерна для западной части Русской платформы. Район располагается в пределах юго-восточной части Балтийской синеклизы и более молодой Польско-Литовской впадины. Рельеф – слабоволнистая, местами холмисто-грядовая моренная и плоская, плоскохолмистая озёрно-ледниковая равнина. Сформирован в результате наступления и последующей деградации последнего Валдайского оледенения. Физико-геологические процессы представлены заболачиванием, подтоплением, дефляционными процессами, боковой эрозией рек и связанными с ней оползневыми явлениями, оврагообразованием. В геологическом строении территории района принимает участие мощная толща пород палеозоя  (кембрий–ордовик–силур–пермь), измеряющаяся сотнями метров. Выше залегают нижнетриасовые, юрские и верхнемеловые породы. Над меловыми  залегают кайнозойские отложения.

## Геолого-геоморфологическая характеристика
Багратионовский район располагается на крайнем западе Восточно-Европейской равнины, в Западно-Приморской провинции. Основной водной артерией является река Прохладная с её притоками: рекой Корневка (с притоком Майской), рекой Резвой.  Рельеф местности — слабоволнистая, местами холмисто-грядовая моренная и плоская, плоскохолмистая озёрно-ледниковая равнина. Пойма реки Прохладной заболочена и в период паводков подвержена затоплению.
Современный рельеф района сформировался в результате наступления и последующей деградации Валдайского оледенения. При этом образовались ряд низменностей и холмисто-грядовых возвышенностей. Моренный рельеф представлен ограниченно зандровыми и озёрно-ледниковыми равнинами, конечно-моренными грядами и моренным плато, которое в ходе дегляциации было расчленено системой крупных рек. В целом сложившиеся к концу доледниковой эпохи черты рельефа сохраняются и сейчас.
В центральной части района субширотно простирается полоса пойменных долин реки Прохладной и реки Майской, сочленяющихся с субширотными долинами притоков. Нередко долины осложнены террасами. Долина реки Прохладная относительно широкая, может превышать 2 км, долины остальных рек узкие: большинство не превышает в ширину 500 м. Берега рек изрезаны промоинами и оврагами.
Геоморфологически наиболее широкое распространение имеет аккумулятивный рельеф. Преобладают его ледниковые, водно-ледниковые, озёрно-ледниковые, озёрно-болотные формы. Для большей части территории района характерен волнистый рельеф основной и конечной морены с абсолютными отметками 40-60 м. Плоские и слабо выпуклые озёрно-болотные, в основном низинные, равнины тяготеют к долинам рек . На ледниковых возвышенностях имеются локальные площади, занятые верховыми болотными равнинами. Встречаются эоловые формы рельефа — бугристые пески и дюны. Широко развита сеть осушительных мелиоративных канав и каналов.
По морфогенетическим и возрастным признакам выделяются три основные группы форм рельефа: эрозионно-аккумулятивная, аккумулятивная и техногенная.
К эрозионно-аккумулятивному типу форм рельефа относятся речные долины, поймы и надпойменные террасы.
Речные долины по генезису и формам разделяются на три группы:
1. Плейстоценовые речные долины с вложенными в них современными долинами, террасированные. Типичный представитель — долина реки Прохладная, имеющая ширину от 2 до 5 км.
2. Долины унаследованные (ложбины стока ледниковых вод), нетеррасированные. Ориентированы, в основном, в субмеридиональном направлении и обновлены в позднеледниковое время потоками талых вод в краевой части ледника. Характерна боковая эрозия, сильное меандрирование русла рек. Долины трапецеидальные, с плоским заболоченным дном, изрезанным старицами. Ширина обычно не превышает 0,5 км.
3. Современные долины. Узкие (до 200 м), слабо выработанные, русла имеют незначительную ширину и глубину. Какой-либо ориентировки не наблюдается, террасы не сформированы. У русел местами прослеживаются прямолинейные участки, местами они меандрируют. Поймы достаточно часто заболочены. Кое-где прослеживается высокая пойма.

Аккумулятивный рельеф наиболее широко распространён и представлен различными генетическими типами.
Образование основных форм рельефа связано с куршской стадией валдайского оледенения. При отступании ледника в краевой его части образовались многочленные гряды и цепи холмов, формировался озёрно-ледниковый рельеф и рельеф основной морены.
Ледниковые формы рельефа по генезису, литологическому составу и морфологическим признакам разделяются на рельеф краевых образований и рельеф основной морены.
Холмисто-грядовые краевые ледниковые образования наблюдаются в северной и восточной частях района. Рельеф представлен беспорядочно расположенными холмами с относительными превышениями 10-30 м над западинами и ложбинами удлинённой формы. Холмы сложены песками, глинами и суглинками. Абсолютные отметки составляют в среднем около 80 м.
Рельеф основной морены занимает центральную часть территории. Абсолютные отметки её поверхности колеблются в среднем от 25-30 м (по долине реки Прохладной). Как правило, это слабовсхолмлённая равнина, характеризующаяся однообразным литологическим составом (суглинки, супеси). Относительные превышения холмов составляют 10-20 м. Между холмами расположены пологие, преимущественно непроточные или равнинные участки.
Озёрно-ледниковые равнины — однообразные плоские и слабо волнистые равнины, развитые на отложениях озёрно-ледникового бассейна, которые заполнили неровности и понижения в ледниковом рельефе, придав местности ещё более выровненный вид. Развиты они в виде широкой полосы (10-30 км) в центральной части района. Волнистая равнина представляет собой чередование широких холмов с блюдцеобразными понижениями между ними. Относительные превышения холмов 1,5-5 м. Сложены они песками. Плоские участки развиты преимущественно в центральной части района, в понижениях между моренными холмами и представляют собой полого вогнутые равнины. Сложены переотложенными тонкослоистыми озёрно-ледниковыми суглинками, супесями и глинами.
Озёрно-болотные равнины встречаются точечно и представлены плоскими слабовыпуклыми верховыми болотными равнинами.
Техногенный рельеф представлен аккумулятивными и денудационными формами рельефа. К денудационным формам рельефа относятся карьеры, каналы, канавы, выемки. Карьеры приурочены к месторождениям песчано-гравийного материала. Некоторые из них в настоящее время разрабатываются, некоторые рекультивированы, заполнены водой и используются, как зоны отдыха.
Аккумулятивные формы техногенного рельефа приурочены к промышленным и жилым зонам. Представлены строениями, свалками бытового и промышленного мусора, отвалами карьеров, перемещёнными грунтами.

## Экзогенные геологические процессы
Изменение современного ландшафта происходит за счёт заболачивания равнин, оврагообразования, поверхностного смыва почв, деятельности рек, которая сводится к боковой эрозии и аккумуляции осадков. В преобразовании рельефа района большое значение имеет деятельность человека.
Из экзогенных процессов наиболее интенсивно проявляются заболачивание, подтопление, дефляционные процессы, боковая эрозия рек и связанные с ней оползневые явления, оврагообразование.
Ведущим экзогенным геологическим процессом является заболачивание, развитию которого способствует обилие осадков, незначительная величина испарения, малые уклоны рельефа, близость уровня грунтовых вод, преобладание глинистых грунтов с поверхности. Сильнее всего заболочены долины реки Прохладной и её притоков.
Багратионовский район находится в зоне избыточного увлажнения, в силу чего активно развиваются процессы подтопления земель. Территориально подтопленные земли приурочены к пойме реки Прохладная и других рек. Кроме того, заболоченные участки развиты в понижениях моренных и озёрно-ледниковых равнин. Избыточное увлажнение при плоском рельефе требует мелиоративных работ, вследствие чего развита сеть осушительных мелиоративных каналов.
Процессы боковой эрозии проявляются на всех реках. Наиболее сильно поражена долина реки Прохладной. Размываются аллювиальные отложения, реже озёрно-ледниковые и моренные. Подмываемые берега, как правило, разрушаются по обвально-осыпному типу. Высота подмыва берегов достигает 3 метров. Развитие овражной сети идёт по моренным суглинкам.
В пределах района интенсивно проявляется плоскостная эрозия. Наибольшие площади слабосмытых почв сформировались в условиях холмисто-грядового рельефа на крутых склонах холмов и коренных берегах рек.
Поверхностные и грунтовые воды загрязняются удобрениями и стоками с сельскохозяйственных ферм. Дефляционно-опасные земли, подверженные ветровой эрозии, представлены почвами супесчаного и песчаного механического состава нормального увлажнения. Они быстро высыхают и легко подвергаются воздействию ветра.

## Геологическое строение
Структурно территория Багратионовского района принадлежит к западной части Русской платформы, располагается в юго-восточной части Балтийской синеклизы.
Кристаллический фундамент слагают архейские и протерозойские метаморфические и интрузивные образования. Платформенный чехол образуют слабо метаморфизированные, спокойно залегающие, осадочные отложения всех геологических систем палеозоя (за исключением каменноугольной), мезозоя и кайнозоя.
Толща палеозойских пород (кембрий–ордовик–силур–пермь) измеряется сотнями метров. Отложения кембрия представлены кварцевыми песчаниками с прослоями аргиллитов, алевролитов, мощность их порядка от 100 до 300 м. Ордовик представлен известняками с прослоями мергелей, аргиллитов и глин, мощность 20-40 м. Силур представлен глинами, аргиллитами с прослоями мергелей и известняков, доломитов и диабазов, мощность отложений от 400 до 1500 м. Пермские породы сложены известняками, доломитами, глинами.
Отложения верхнего отдела перми, общей мощностью от 20 до 290 м, увеличивающейся с востока на запад, распространены повсеместно. Залегают с размывом на подстилающих образованиях девона и силура, сложены песчаниками, доломитами, глинами, реже представлены ангидритами, каменной солью. В основании - известняки, песчаники.
Нижний отдел триасовой системы представлен повсеместно, отложения залегают под юрскими породами. Сложены глинами с прослоями мергелей, алевролитов, песчаников, общая мощность их 200-400 м. В подошве слоя развиты переслаивающиеся алевриты, глины с гипсами и ангидритом.
Юрские отложения, средняя мощность от 50 до 200 м, представлены широко, сложены глинами, известняками, песчаниками, мергелями.
Верхненемеловые образования представлены мелко- и среднезернистыми песками, глинами, трещиноватыми мергелями, алевролитами. Мощность отложений около 80-130 м.
Палеогеновые отложения развиты в южной и юго-восточной частях Багратионовского района, залегают с размывом на меловых породах, имеют мощность 80-190 м, представлены песками, алевритами, глинами, опоками и трепелами.
Неогеновые отложения развиты в центральной части района.
Четвертичные отложения развиты повсеместно. Залегают на размытой поверхности мела и палеогена. Поверхность коренных пород, на которые ложатся четвертичные образования, характеризуется неровным рельефом. Значительное распространение имеют отложения последнего Валдайского (Калининградского) оледенения. Основная морена, представляющая главную деятельность ползущих ледников (смесь валунно-галечного и  песчано-глинистого материала), слагает конечно-моренные образования (гряды, плато). Продукты размыва морены – пески, глины, гравий – заполняют зандровые равнины долины реки Прохладной. Четвертичные отложения по возрасту и литологическому составу подразделяются на неоплейстоценовые, преимущественно ледникового происхождения, и голоценовые – послеледниковые отложения.
Гляциальные отложения распространены повсеместно. Представлены песками и гравием. Мощность отложений достигает 30 м. Краевые ледниковые образования в основном распространены вдоль южной границы района.
Верхневалдайские водно-ледниковые отложения распространены в долине реки Прохладной, служат её основанием. Залегают на куршской морене, также развиты в виде внутриморенных линз. Представлены в основном песками от мелко- до крупнозернистых, различной степени сортировки, часто песчано-гравийными, с гравийно-галечными прослоями. Мощность отложений может достигать 10 м. Валдайские водно-ледниковые отложения представлены песками разной зернистости. Залегают прослойкой между гляциальными отложениями. Мощность слоя около 30 м.
Нерасчленённые среднеплейстоценовые флювиогляциальные и лимогляциальные отложения залегают ниже отметки уровня моря, на гляциальных среднеплейстоценовых отложениях. Сложены песками от мелко- до крупнозернистых, различной степени сортировки. Мощность слоя достигает 50 м.
Гляциальные среднеплейстоценовые отложения расположены на нерасчленённых нижнеплейстоценовых отложениях. Сложены суглинками и супесью. Мощность колеблется от 10 до 30 м.
Нерасчленённые нижнеплейстоценовые отложения представлены песками различной крупности.
Техногенные отложения имеют локальное распространение. Их развитие в основном приурочено к промышленным и жилым зонам городов. К ним относятся свалки промышленных и бытовых отходов, культурный слой, перемещённые при строительстве грунты, насыпи дорог. Мощность техногенных отложений весьма изменчива и может достигать 10 м.
Почвенно-растительный слой имеет мощность 0,2-0,3 м.
Болотные отложения распространены небольшими пятнами по всей территории. Развиты в понижениях и западинах рельефа. Представлены торфами различной степени разложенности, сформировавшимися в болотах низинного типа. Болота преимущественно небольшие. Мощность отложений достигает 5-6 м.
Аллювиальные и пойменные отложения представлены русловой, пойменной и старичной фациями. Наиболее мощный аллювий развит по реке Прохладной, где современная речная долина вложена в неоплейстоценовую. Русловой аллювий заполняет днища рек и слагает островки и косы. Представлен разнообразным обломочным материалом – от суглинков и супесей до галечников. Мощность русловых отложений составляет от нескольких десятков сантиметров до 5 м. Пойменный аллювий слагает низкую и высокую поймы. Мощность весьма изменчива и может достигать 5-10 м. Формирование отложений происходит с начала голоцена и продолжается в настоящее время. В пойменных отложениях преобладают пески, большей частью тонко- и мелкозернистые, глинистые, а также супеси, реже суглинки.
Аллювий I-й и II-й надпойменных террас наблюдается в долине реки Прохладной. Профиль долины слабо вогнутый, трапециевидный, с широкой заболоченной поймой. I-я и II-я надпойменные террасы выражены слабо, прослеживаются в виде прерывистых размытых фрагментов по обеим берегам реки. I надпойменная терраса сложена гумусированными мелко- и тонкозернистыми песками, II – мелкозернистым песком с прослоями галечника.

## Полезные ископаемые
В Багратионовском районе установлено наличие полезных ископаемых следующих групп: горючие, металлы, неметаллы естественные, строительные материалы и подземные воды.

### Горючие полезные ископаемые
Разведанные запасы нефти и торфа. Возможно наличие горючих сланцев и бурого угля, месторождения которых разведаны на сопредельных территориях.
В кембрийских отложениях района в 1999 году разведано 2 месторождения нефти: 
- Чеховское. Глубина залегания 2334-2347 м. Площадь нефтеносности 327 тыс.км2. Нефтенасыщенная эффективная толщина составляет 5,6 м;
- Западно-Чеховское. Площадь нефтеносности составляет 131 тыс.км2. Нефтенасыщенная эффективная толщина — 1,5 м.

Месторождения находятся в 15 км на северо-восток от Багратионовска, южнее поселка Чехово. В структурно-тектоническом отношении приурочены к Калининградскому мегавалу.
Бурый уголь:
- Проявление Мамоновское — к югу от Мамоново. Угольная залежь до границы с Польшей на юге, и окраины города Мамоново на севере. Площадь залежи 8 км2, приурочена к неогеновым отложениям, глубина 7 — 20 м. Мощность — от 3,6 до 4,7 м (средняя - 4,1 м). Качество не изучалось. Прогнозные запасы — 37 млн.т. Значительная часть площади залежи находится в пограничной зоне с Польшей.
- Проявление Пятидорожное в 37 км к северо-западу от Багратионовска, между городом Ладушкин и поселком Пятидорожное. Проявление выявлено до 1945 года, в 1976-77 годах опоисковано Калининградской КГЭ. Угленосная толща мощностью от 4 до 42 м залегает на размытой поверхности палеогеновых отложений. Зольность угля в диапазоне от 65 до 81%. Дальнейшие поиски бурого угля на этой площади признаны нецелесообразными.
- Проявление Щукинское — в 5 км западнее Мамоново и в 2 км юго-западнее посёлка Щукино. Качество не изучалось, запасы не оценивались. В скважине ручного бурения вблизи Щукино встретился пласт бурого угля мощностью 0,9 м на глубине 12,5 м.

Торф:
- Месторождение Горелое — от посёлка Партизанское на юг в 1,5 км. Площадь промышленной залежи — 67 га. Средняя глубина залегания 3,0 м. Запасы торфа — 274 тыс.т. Торф верховой. Степень разложения торфа в среднем 29 %, зольность — 6,5 %.
- Месторождение Круглое — 0,5 км северо-западнее поселка Марийское. Площадь промышленной залежи — 8,8 га. Средняя глубина залегания 1,7 м. Запасы торфа — 150 тыс.м3. Торф верховой. Степень разложения торфа в среднем 38 %, зольность — 3,6 %.
- Месторождение Левобережное - в 1,5 км на северо-запад от поселка Красноармейское. Площадь промышленной залежи — 116 га. Средняя глубина залегания 1,31 м. Запасы торфа — 398 тыс.т. Торф низинный. Степень разложения торфа в среднем 40 %, зольность — 36 %.
- Месторождение Ладушкино-II — 4 км юго-западнее города Ладушкин, в 0,5 км на юг от посёлка Ветрово. Площадь промышленной залежи — 8,8 га. Средняя глубина залегания 0,85 м. Запасы торфа — 75 тыс.м3. Торф низинный. Степень разложения торфа в среднем 62 %, зольность — 45,3 %.
- Месторождение Ладушкино-III — 8 км на юго-запад от Ладушкина, на западе посёлка Приморское. Площадь промышленной залежи — 936 га. Средняя глубина залегания 2,37 м. Запасы торфа — 22183 тыс.м3. Торф низинный. Степень разложения торфа в среднем 47 %, зольность — 23,9 %.
- Месторождение Ланское — 8,5 км на юг от города Ладушкин, 1 км на восток от посёлка Ильичевка. Площадь промышленной залежи — 1,1 га. Средняя глубина залегания 0,85 м. Запасы торфа — 9 тыс.м3. Торф низинный. Степень разложения торфа в среднем 60 %, зольность — 53,5 %.
- Месторождение Молотовское-II — 11 км на юго-восток от Ладушкина, в 1 км на северо-восток от поселка Новосёлово. Площадь промышленной залежи — 2,8 га. Средняя глубина залегания 0,72 м. Запасы торфа — 20 тыс.м3. Торф низинный. Степень разложения торфа в среднем 60 %, зольность — 29,7 %.
- Месторождение Лесное-II (Ладушкино) — в 14 км на юго-запад от Ладушкина, 1,5 км юго-западнее посёлка Новосёлово. Площадь промышленной залежи — 1,5 га. Средняя глубина залегания 0,8 м. Запасы торфа — 12 тыс.м3. Торф низинный. Степень разложения торфа в среднем 40 %, зольность — 18,5 %.
- Месторождение Пограничное-I — 28 км северо-западнее Багратионовска, на восток от посёлка Пограничный. Площадь промышленной залежи — 11 га. Средняя глубина залегания составляет 1,36 м. Запасы торфа — 39 тыс.т. Торф низинный. Степень разложения торфа в среднем 42 %, зольность — 26 %.
- Месторождение Пограничное-III — в 14 км на юго-восток от города Ладушкин, 2,5 км северо-восточнее поселка Пограничное. Площадь промышленной залежи — 1,3 га. Средняя глубина залегания 1,24 м. Запасы торфа — 16 тыс.м3. Торф низинный. Степень разложения торфа в среднем 60 %, зольность — 52,7 %.
- Месторождение Чкаловское-I — в 1,5 км на северо-запад от поселка Пограничное. Площадь промышленной залежи — 2,3 га. Средняя глубина залегания 1,09 м. Запасы торфа — 25 тыс.м3. Торф низинный. Степень разложения торфа в среднем 39 %, зольность — 17,8 %.
- Месторождение Чкаловское-II — 1 км северо-западнее поселка Пограничное. Площадь промышленной залежи — 1,6 га. Средняя глубина залегания 0,87 м. Запасы — 14 тыс.м3. Торф низинный. Степень разложения в среднем 45 %, зольность — 22,4 %.
- Месторождение Чапаевское-II —  в 1,5 км на северо-восток от посёлка Чапаево. Площадь промышленной залежи — 12 га. Средняя глубина залегания 1,53 м. Запасы — 46 тыс.т. Торф низинный. Степень разложения в среднем 37 %, зольность — 25,1 %.
- Месторождение Чапаевское-IV — 10 км северо-западнее Багратионовска, на юг от посёлка Подгорное. Площадь промышленной залежи — 79 га. Средняя глубина залегания 1,54 м. Запасы торфа — 267 тыс.т. Торф низинный. Степень разложения торфа в среднем 32 %, зольность — 25 %.
- Месторождение Чапаевское-V — 1 км северо-восточнее посёлка Чапаево, севернее посёлка Долгоруково. Площадь промышленной залежи — 1,1 га. Средняя глубина залегания 0,87 м. Запасы торфа — 10 тыс.м3. Торф низинный. Степень разложения торфа в среднем 50 %, зольность — 34,2 %.
- Месторождение Лесное-II — в 1,5 км на восток от посёлка Славянское. Площадь промышленной залежи — 4,4 га. Средняя глубина залегания 0,93 м. Запасы торфа — 41 тыс.м3. Торф верховой. Степень разложения торфа в среднем 43 %, зольность — 4,8 %.
- Месторождение Урочище Раттель — 1 км на северо-запад от посёлка Вишняки. Площадь промышленной залежи — 156 га. Средняя глубина залегания 3,03 м. Запасы торфа — 749 тыс.т. Торф верховой, смешанный и низинный. Степень разложения торфа в среднем 25 %, зольность — 4,7 %.
- Месторождение Гальбенское-III — 1 км северо-западнее посёлка Вишняки. Площадь промышленной залежи — 5,9 га. Средняя глубина залегания 1,3 м. Запасы торфа — 77 тыс.м3. Торф низинный. Степень разложения торфа в среднем 48 %, зольность — 9,2 %.
- Месторождение Багратионовское-I — 1,5 км на юго-запад от железнодорожной станции Багратионовск, 3 км юго-восточнее посёлка Широкое. Площадь промышленной залежи — 2,2 га. Средняя глубина залегания 1,58 м. Запасы торфа — 35 тыс.м3. Торф низинный. Степень разложения торфа в среднем 47 %, зольность — 73,8 %.
- Месторождение Багратионовское-II — 1 км на юго-запад от железнодорожной станции Багратионовск, 1,5 км на юго-запад от посёлка Загородное. Площадь промышленной залежи — 10 га. Средняя глубина залегания 1,42 м. Запасы торфа — 142 тыс.м3. Торф низинный. Степень разложения торфа в среднем 43 %, зольность — 50,5 %.

### Металлы
Проявления болотных железных руд:
- Проявление Минино — в 5 км к северо-западу от Домново вблизи Минино. Глубина залегания — 0,2-0,3 м, мощность 0,1 м. Вскрыша образована торфом в 0,2 м. Порода тёмно-бурая, лимонитизированная, крепкая с неровной шлаковидной поверхностью, содержащей налёты голубого вивианита. Площадь — 236 тыс.м2, ориентировочные запасы — 23,6 тыс.т.
- Проявление Дорожное — 4 км к западу от Домново, близ автодороги Домново — Рязанское. Глубина залегания — 0,2 м, мощность 0,3 м. Вскрыша образована торфом 0,2 м. Порода тёмно-бурая, лимонитизированная, землистая, содержащая налёты голубого вивианита. Площадь — 30 тыс.м2, ориентировочные запасы сырья — 9 тыс.м3.

### Неметаллические полезные ископаемые
Калийно-магниевые соли
Для Калининградской области характерны два типа калийно-магниевых солей. Первый залегает в галогенной толще прегольской свиты (галогенная стадия галогенеза), второй генетически связан с надсолевыми ангидритами прегольской свиты (сульфатная стадия галогенеза).
На территории Багратионовского района выявлено 4 проявления: Первомайское, Нивенское, Ладушкинское (галогенная стадия) и Мамоновское (сульфатная стадия).
- проявление Ладушкинское-1 — в 8 км на северо-восток от Ладушкина. Площадь 5 км. Глубина залегания — 1071 - 1183 м, мощность — 9 - 17 м. Характер по растворимости неопределен. Прогнозные ресурсы по категории Р3 составляют 13 млн.т.
- проявление Мамоновское — южнее проявления Первомайское, в 7,5 км на восток и северо-восток от Мамоново. Вскрытый интервал залегания от 1151 до 1178 м, мощностью 27 м. Характер по растворимости — растворимые. Прогнозные запасы по категории Р3 — 11 млн.т.
- проявление Нивенское расположено в восточной части района, простираясь с севера и северо-запада на юг полосой до 7,5 км. Глубина залегания — 1202 - 1315 м, мощность — 3 - 13 м. Характер по растворимости: нерастворимые - 20 %, растворимые - 80 %. Прогнозные ресурсы по категории PЗ составляют 2904 млн.т.
- проявление Первомайское расположено в западной части района, на территории полуострова Бальга, в 7,5 км на северо-восток от Мамоново. Площадь около 40 км2. Глубина залегания 1230 м. Мощность — 4,4 м. Характер по растворимости — растворимые. Прогнозные ресурсы по категории Р3 составляют 387 млн.т.

Сапропель
- Проявление Чапаевское-IV — на северо-запад в 10 км от Багратионовска, на юг от поселка Подгорное, под залежью торфа одноимённого месторождения. Выявлено ГРЭ СЗТГУ в 1975 году. Площадь промышленной залежи — 79 га. Запасы не подсчитывались, качество не изучалось.

Янтарь
- проявление Ладушкинское — к югу от Ладушкина. Приурочено к прусской свите палеогеновых отложений. Мощность янтареносной толщи — 2,3 - 4,9 м, глубина залегания 30 м. Содержание янтаря — 329 г/м3. Малоперспективно ввиду низкого содержания янтаря.
- проявление Пятидорожное — вблизи посёлка Пятидорожное к северо-западу. Приурочено к прусской свите палеогеновых отложений. Мощность янтареносной толщи — 1,6 - 2,4 м, глубина залегания от 29 до 49 м. Содержание янтаря — 300 - 407 г/м3. Малоперспективно ввиду низкого содержания янтаря.

Стронциевые руды
- Проявление Багратионовское расположено в восточной части района, в 7 км на северо-северо-восток от Багратионовска. Содержание целестина может достигать 20%. Мощность обогащённых участков — 1,5 - 3,0 м.

### Строительные материалы
Песчано-гравийная смесь:
- Проявление Долгоруково — в 0,3 км к востоку от посёлка Долгоруково. Приурочено к флювиогляциальным отложениям куршского горизонта. Мощность полезной толщи 7,1 м, содержание гравия 17,1 %. Модуль крупности песков - 2,0. Содержание частиц менее 0,14 мм - 8,7 %, пылевидных, илистых и глинистых частиц - 1,7 %, глины в комках - нет. Запасы, подсчитаные по категории С2, составляют 514 тыс.м3.
- Проявление Подлесье — в 2 км к северу от посёлка Пограничное. Выявлено в 1968 году. В геологическом строении принимают участие флювиогляциальные отложения, представленные песками и песчано-гравийным материалом и приуроченные к куршскому горизонту. Средняя мощность полезной толщи 4,8 м, средняя мощность вскрышных пород 0,4 м. Содержание гравия 14,6-15,9 %. Ориентировочные запасы составляют 4,8 млн.м3.
- Проявление Корнево — в 0,8 км к северо-западу от посёлка Корнево. В геологическом строении принимают участие моренные суглинки куршского горизонта, ниже залегают флювиогляциальные отложения, представленные песками и песчано-гравийным материалом. Полезная толща со средней мощностью 1,1 м имеет локальное распространение на площади 32 га. Содержание гравия составляет 23 %. Пески мелкозернистые, кварцево-полевошпатовые, с модулем крупности 1,4-1,7. Содержание зёрен менее 0,14 мм превышает 10 %. Содержание пылевидных, глинистых и илистых частиц 3,4 %, органические примеси в норме. Мощность вскрышных пород 0,6 м. Ориентировочные запасы 352 тыс.м3.

Пески-отощители:
- Месторождение Полевое — 1 км южнее посёлка Полевое. Полезная толща приурочена к межморенным песчаным отложениям ратненского горизонта. Выше залегают отложения основной морены и флювиогляциальные образования того же возраста, которые перекрываются почвенно-растительным слоем. Полезная толща подстилается суглинками неманского горизонта. Мощность вскрышных пород 1,8 м. Пески слагают линзообразную залежь. Пески полевошпатово-кварцевые, модуль крупности 0,8-1,2. Объёмный насыпной вес 1280-1540 кг/м3. Площадь месторождения 1,7 га.

Строительные пески:
- Месторождение «30 км» расположено в 24 км к западу и северо-западу от Багратионовска, к северу от посёлка Ясная Поляна. Месторождение приурочено к флювиогляциальным отложениям куршского горизонта. Залегает на суглинках и супесях ратненского горизонта и перекрывается супесями, песками и почвенно-растительным слоем. Строение залежи песков невыдержанное в разрезе неправильного многоугольника. Глубина залегания кровли полезной толщи изменяется от 0,2 до 0,8 м. Средняя мощность полезной толщи - 5,8 м, средняя мощность вскрышных пород - 0,6 м. Нижняя граница проходит по уровню грунтовых вод. Полезной толщей месторождения являются пески светло-коричневого и коричневого цвета, мелкозернистые, кварцево-полевошпатовые. Модуль крупности песков колеблется от 0,3 до 2,0, в среднем по месторождению - 1,1. Содержание глинистых, илистых, пылевидных частиц изменяется от 4,4 до 6,0 %, среднее по месторождению - 5,4 %. Северо-западнее месторождения возможен прирост запасов песка. Запасы подсчитаны по категории B+C1 и составили 533 тыс.м3.
- Проявление Великое — в 500 м к югу от посёлка Соловьево. Пески приурочены к камовым образованиям и представлены кварцево-полевошпатовыми песками с модулем крупности менее 1. Средняя мощность песков составляет 6,6 м. Пески подстилаются плотной супесью, перекрываются безвалунными суглинками и почвенно-растительным слоем. Мощность вскрышных пород 0,2-3,4 м. Пылевидных и глинистых частиц 0,9-2,1 %, глинистых 0,3-0,5 %. Объёмный насыпной вес 1480-1570 кг/м3. Содержание SiO2 - 87,36 %, СаО - 3,32 %, MgO - 0,47 %. Проявление приурочено к холму размером 300x300 м. Запасы подсчитаны на площади 5,3 га по категории С2 - 347,4 тыс.м3. Пески пригодны для штукатурных растворов. Прирост запасов исключается.

Глины:
- Месторождение Владимирово — 1 км юго-восточнее посёлка Владимирово. Месторождение приурочено к озерно-ледниковым отложениям куршского горизонта. Глины подстилаются моренными суглинками того же горизонта, перекрываются почвенно-растительным слоем средней мощности на 0,34 м, имеют пластовое залегание. На месторождении выделено два участка: «Северный» и «Южный» площадью 300 га. Месторождение безводное.
- Проявление Совхозное — 1 км южнее посёлка Совхозное. Проявление выявлено в 1968 году Калининградской КГЭ, приурочено к озерно-ледниковым отложениям куршского горизонта и представлено плотными, жирными глинами с редким гравием. Глины перекрываются почвенно-растительным слоем. Глины полезной толщи дисперсные (0,001 мм - 51,2 %), среднепластичные (число пластичности 15,5-23,8). Содержание крупнозернистых включений крупнее 0,5 мм - 0,12-0,77 %, в том числе карбонатных - 0,09 %. Площадь участка 1,5 км2. Мощность полезной толщи до уровня грунтовых вод - 1,0 м, вскрышных пород - 0,2 м. Ориентировочные запасы глин 1,5 млн.м3.
- Проявление Гвардейское расположено в районе посёлка Гвардейское вдоль шоссе Калининград-Багратионовск. Проявление представлено озёрно-ледниковыми глинами куршского горизонта, залегающим под почвенно-растительным слоем. Глины, в основном, высокодисперсные, средне и высокопластичные. По содержанию крупнозернистых включений глины относятся к группе с низким и средним содержанием включений. Содержание карбонатных включений в среднем составляет 0,3 %. Содержание фракций менее 0,001 мм - 47,3-65 %. Содержание в глинах SiO2 - 49,74-64,46 %, СаО - 1,14-9,26 %, MgO - 1,55-2,57 %. Средняя мощность полезной толщи 1,0 м, вскрыши 0,2 м. Проявление безводное, выделено три участка: Северо-Гвардейское, Южно-Гвардейское, Бруски общей площадью 1 км2. Ориентировочные запасы 1,0 млн.м3.
- Проявление Каштановка: у посёлка Каштановка, вблизи шоссе Калининград-Правдинск. Проявление расположено в пределах озёрно-ледниковой равнины и сложено глинами коричневато-бурого цвета, плотными, вязкими с редкими включениями гравия. Глины дисперсные и высокодисперсные. Содержание частиц менее 0,001 мм - 43,1-68,7 %. Средне и высокопластичные. Содержание карбонатных включений в пределах 0,3-1,65%, крупнозернистых более 0,5 мм - 0,3-6,4 %. Преобладают включения менее 2 мм. Содержание SiO2 - 50,05-63,84 %; СаО - 1,29-6,97%; MgO - 2,05-2,78 %. Средняя мощность полезной толщи 1,0 м, вскрышных пород, представленных почвенным слоем - 0,3 м. Площадь проявления 4,4 км, безводное. Ориентировочные запасы сырья 4,37 млн.м3.